# Canavalia peninsularis
Canavalia peninsularis är en ärtväxtart som beskrevs av St.John. Canavalia peninsularis ingår i släktet Canavalia och familjen ärtväxter. Inga underarter finns listade i Catalogue of Life.